# Enrico Rame
Enrico Rame (Olgiate Olona, 28 ottobre 1918 – New York, 31 maggio 1986) è stato un attore italiano.

## Biografia
Nato ad Olgiate Olona, fratello di Franca Rame e figlio di Domenico Rame e di Emilia Baldini, ha lavorato per il teatro e per il cinema. Dal 1943 al 1945 è stato incarcerato in un campo di concentramento tedesco.

## Cinema
- Lo svitato (1956)
- Una bella grinta (1965)

## Teatro
- Dal 1972 al 1975 fu direttore del Teatro di Trieste.[2]